# Болтвуд, Бертрам
Бертрам Болтвуд (англ. Bertram Borden Boltwood; 27 июля 1870, Амхерст, США — 15 августа 1927, Хэнкок, США) — американский учёный.
Проходил стажировку в Англии у Эрнеста Резерфорда. Доказал, что радий является продуктом распада урана. Также в 1907 году высказал предположение, что свинец является продуктом распада урана, что позволило вычислить возраст Земли, который насчитывал 4,6 млрд лет. Открыл ионий.
Покончил жизнь самоубийством.

## Память
Именем учёного назван минерал болтвудит.